# Cuatro Islands
Die Cuatro Islands sind eine Inselgruppe im Südwesten der philippinischen Provinz Leyte. Die aus vier Inseln bestehende Gruppe liegt in der Camotes-See, etwa sieben Kilometer westlich des Küstenorts Inopacan auf der Insel Leyte.

## Inseln
| Inselname        | Aliasname | Koordinaten           | Fläche | Einwohner | Anmerkung |
| ---------------- | --------- | --------------------- | ------ | --------- | --------- |
| Digyo Island     |           | 10° 33′ N, 124° 40′ O | 0,05   | …         |           |
| Apid Island      |           | 10° 32′ N, 124° 38′ O | 0,37   | …         |           |
| Mahaba Island    |           | 10° 31′ N, 124° 40′ O | 0,21   | …         |           |
| Himokilan Island |           | 10° 29′ N, 124° 40′ O | 0,55   | …         |           |